# Alexander Georgijewitsch Baryschnikow
Alexander Georgijewitsch Baryschnikow (russisch Александр Георгиевич Барышников, engl. Transkription Aleksandr Baryshnikov; * 11. November 1948 in Tschlja, Region Chabarowsk; † 15. September 2024) war ein sowjetischer Kugelstoßer.

## Sportliche Laufbahn
Er gilt als Erfinder der Drehstoßtechnik. Zuvor hatten andere Kugelstoßer zwar bereits mit dieser Technik experimentiert, der endgültige Durchbruch kam allerdings erst mit Baryschnikow. Er war der erste Kugelstoßer der Welt, der durch die neue Technik die 22-Meter-Marke übertraf. Am 10. Juli 1976 erzielte er in Colombes eine Weite von exakt 22,00 m und stellte damit einen neuen Weltrekord auf.
Zu seinen weiteren sportlichen Erfolgen zählen der Gewinn der Bronzemedaille bei den Olympischen Spielen 1976 in Montreal sowie der Silbermedaille bei den Olympischen Spielen 1980 in Moskau. Bei den Europameisterschaften 1974 in Rom belegte er Platz vier, bei den Europameisterschaften 1978 in Prag Platz drei.
Alexander Baryschnikow war 1,98 m groß und wog in seiner aktiven Zeit 130 kg. Er starb am 15. September 2024 im Alter von 75 Jahren.